# Masahiro Sakurai
Masahiro Sakurai (桜井政博, Sakurai Masahiro, Tóquio, 3 de agosto de 1970) é um designer de jogos japonês, notável pela criação das franquias Kirby e Super Smash Bros. da Nintendo.

## Vida e carreira
Uma das recentes experiências na indústria do videogame de Sakurai aconteceu enquanto trabalhava para a HAL Laboratory. Foi onde criou Kirby quando tinha apenas 19 anos. Ele brevemente viria a fazer sua própria série, Kirby's Dream Land.
Sakurai desistiu de sua posição na HAL Laboratory em 5 de Agosto de 2003, levando várias pessoas a acreditar que Kirby e a série de Super Smash Bros. parariam de ser criadas. Dizem que a razão por ter abandonado a empresa foi por estar procurando maior liberdade e não estava feliz na empresa em que trabalhava. Acima de tudo, entretanto, Sakurai cresceu cansado da necessidade de novas continuações de alguma série de jogos que havia na HAL.
"Cansei de pensar que a toda hora que eu criasse um novo jogo as pessoas acreditavam que uma nova série estava por vir," disse Masahiro em 26 de Agosto de 2003, em uma entrevista com a Nintendo Dream, duas semanas após seu desligamento com a HAL Laboratory. "Mesmo se fosse uma nova série, várias pessoas dão seu máximo para a criação de um jogo, mas elas acreditam que a criação dos episódios vem naturalmente".[carece de fontes?]
Em 2009, Sakurai criou seu próprio estúdio, Sora Ltd.
Em Fevereiro de 2013, Sakurai foi diagnosticado com tendinopatia calcária perto do seu ombro direito, causando uma dor substancial sempre que ele movia o seu ombro. Ele mencionou que isso poderia atrasar seu trabalho, já que ele testa seus próprios jogos. A esposa de Sakurai, Michiko, trabalhou na interface gráfica do usuário de muitos de seus jogos, incluindo Kirby Air Ride, Meteos e a franquia Super Smash Bros.
Em 2014, o algoritmo do Google associou uma imagem de outra pessoa ao nome de Sakurai, gerando um meme entre alguns internautas. Em Março de 2018 este fato se espalhou nas redes sociais, isto aumentou em quase 40 vezes a procura por seu nome no site.
Em Janeiro de 2015, em uma coluna na Weekly Famitsu, Sakurai fez alusão à possibilidade de sua aposentadoria, expressando dúvida se ele seria capaz de continuar criando jogos se sua carreira continuasse estressante do jeito que estava. Em Dezembro de 2015, Sakurai mais uma vez disse que não tinha certeza se teria outro jogo na franquia Smash Bros, anterior ao lançamento de Super Smash Bros. Ultimate em 2018, com Sakurai de novo como diretor.
Em 07 de Dezembro de 2018, Sakurai lançou Super Smash Bros Ultimate para o Nintendo Switch.
Em 14 de Março de 2022, Sakurai ganhou o prêmio de melhor criador pela Weekly Famitsu. Sakurai também anunciou que ele está trabalhando em um novo projeto não relacionado a produção de jogos.

### Masahiro Sakurai on Creating Games (Masahiro Sakurai em Criando Jogos)
| Masahiro Sakurai on Creating Games | Masahiro Sakurai on Creating Games                              |      |
| --- | --------------------------------------------------------------- | ---- |
| Logo do canal do youtube de Masahiro Sakurai |                                                                 |      |
| Informação do YouTube |                                                                 |      |
| Canais | - Masahiro Sakurai on Creating Games - 桜井政博のゲーム作るには |      |
| Anos ativo | 2022–2024                                                       |      |
| Gêneros | - Design de jogos - Desenvolvimento de jogos                    |      |
| Inscritos | 596,000 (Inglês) 630,000 (Japonês)                              |      |
| Visualização Total | 20.2 million (Inglês) 63.1 million (Japonês)                    |      |
| \| Creator Awards \| Creator Awards \| Creator Awards \| \| -------------- \| ----------------- \| -------------- \| \| \| 100,000 Inscritos \| 2022[12] \| |                                                                 |      |
| Creator Awards |                                                                 |      |
| | 100,000 Inscritos                                               | 2022 |

Sakurai criou "Masahiro Sakurai on Creating Games", um canal no Youtube em ambos Inglês e Japonês em Agosto de 2022. Os vídeos do canal são focados em Desenvolvimento e design de jogos e também sobre sua carreira. Ele declarou que criou o canal com o objetivo de alcançar mais pessoas com seus ensinamentos, depois de perguntarem se ele podia dar palestras em escolas. Sakurai notou que outros locais de aprendizado para desenvolvedores de games, como o "Game Developers Conference", focavam mais em detalhes técnicos e avançados, ao invés de princípios básicos.
Em menos de um dia depois da sua criação, a edição em Inglês do canal já tinha ganhado mais de 200,000 inscritos. Os jingles de abertura e encerramento do canal foram compostas por Yuzo Koshiro. O vídeo final de "Masahiro Sakurai on Creating Games" foi lançado em Outubro de 2024, falando sobre a história do canal, os motivos de Sakurai para a sua criação e as mais variadas estatísticas como o custo de produção. Além do mais, ele revelou que já tinha escrito e gravado todos os seus vídeos meses antes do lançamento do canal, começando imediatamente depois do lançamento de Sora em Super Smash Bros Ultimate, e como resultado, ele começou a trabalhar em um novo jogo a partir de Abril de 2022.
Em 2023, a "Computer Entertainment Supplier's Association" (CESA) anunciou que Sakurai tinha ganhado o prêmio de Game Design e Artes Visuais pelo seu canal. A associação citou seus esforços em compartilhar seu conhecimento em uma maneira fácil de aprender.

## Jogos em que é creditado
| Release | Title                                        | Platform                            | Role(s)                                              |
| ------- | -------------------------------------------- | ----------------------------------- | ---------------------------------------------------- |
| 1992    | Arcana                                       | Super Nintendo Entertainment System | Agradecimentos                                       |
| 1992    | Kirby's Dream Land                           | Game Boy                            | Diretor, designer                                    |
| 1993    | Kirby's Adventure                            | Nintendo Entertainment System       | Diretor, designer                                    |
| 1996    | Kirby Super Star                             | Super Nintendo Entertainment System | Diretor                                              |
| 1999    | Super Smash Bros.                            | Nintendo 64                         | Diretor                                              |
| 2000    | Kirby 64: The Crystal Shards                 | Nintendo 64                         | Dublador (King Dedede)                               |
| 2000    | Kirby Tilt 'n' Tumble                        | Game Boy Color                      | Agradecimentos                                       |
| 2001    | Super Smash Bros. Melee                      | GameCube                            | Diretor                                              |
| 2002    | Kirby: Nightmare in Dreamland                | Game Boy Advance                    | Diretor                                              |
| 2002    | Fire Emblem: The Binding Blade               | Game Boy Advance                    | Agradecimentos                                       |
| 2003    | Kirby Air Ride                               | Nintendo GameCube                   | Diretor                                              |
| 2004    | Kirby & the Amazing Mirror                   | Game Boy Advance                    | Conselheiro                                          |
| 2005    | Meteos                                       | Nintendo DS, celulares              | Designer                                             |
| 2005    | Mushiking: The King of Beetles               | Arcade                              | Designer                                             |
| 2008    | Super Smash Bros. Brawl                      | Nintendo Wii                        | Diretor, criador de cenários, dublador (King Dedede) |
| 2012    | Kid Icarus: Uprising                         | Nintendo 3DS                        | Diretor, criador de cenários                         |
| 2014    | Super Smash Bros. for Nintendo 3DS and Wii U | Wii U, Nintendo 3DS                 | Diretor, dublador (King Dedede)                      |
| 2018    | Super Smash Bros. Ultimate                   | Nintendo Switch                     | Diretor, dublador (King Dedede)                      |